# 성지고등학교 (경기)
성지고등학교(盛志高等學校)는 대한민국 경기도 용인시 기흥구 구갈동에 있는 공립 고등학교이다.

## 학교 연혁
- 2005년 12월 26일 : 성지고등학교 설립인가(3년제 36학급)
- 2006년 3월 1일 : 초대 유선만 교장 취임
- 2006년 3월 2일 : 제1회 입학식(10학급 344명 입학)
- 2009년 2월 10일 : 제1회 졸업식(8학급 278명 졸업)
- 2023년 1월 6일 : 제15회 졸업식(12학급 졸업)
- 2023년 3월 1일 : 제7대 목희상 교장 취임

## 참고 자료
- 성지고등학교 - 한국교육학술정보원 학교알리미